# Hani (sanger)
Hani er medlem af EXID (koreansk: 이엑스아이디) en sydkoreansk pigegruppe med 5 medlemmer dannet af Yedang Entertainment i 2012.

## Diskografi
Se også: EXID
Andet
- Cold (2012)
- Kiss Me (2014)
- Fake Illness (2015)
- Gap (2015)

## Drama
- 2015: The Producers

## TV
- 2014: Always Cantare
- 2015: Off to School
- 2015: Crime Scene
- 2015: A Style for You
- 2015: My Little Television

## Eksterne links
- Wikimedia Commons har flere filer relateret til Hani (sanger)